# إرنست باير (مجدف)
إرنست باير (بالإنجليزية: Ernest Bayer)‏ هو مجدف أمريكي، ولد في 27 سبتمبر 1904 في فيلادلفيا في الولايات المتحدة، وتوفي في 13 يناير 1997 في Stratham, New Hampshire ‏ في الولايات المتحدة.

## وصلات خارجية
- إرنست باير على موقع الاتحاد الدولي للتجديف (الإنجليزية)
- إرنست باير على موقع اللجنة الأولمبية الدولية (الإنجليزية)
- إرنست باير على موقع أوليمبيديا (الإنجليزية)